# Ophiuridae
Famille
Les Ophiuridae sont une famille d'ophiures (groupe frère des étoiles de mer), de l'ordre des Ophiurida. 

## Description et caractéristiques
Les espèces de cette famille se reconnaissent principalement à leur disque central parfaitement nu, dépourvu de granulation. 

## Liste des genres

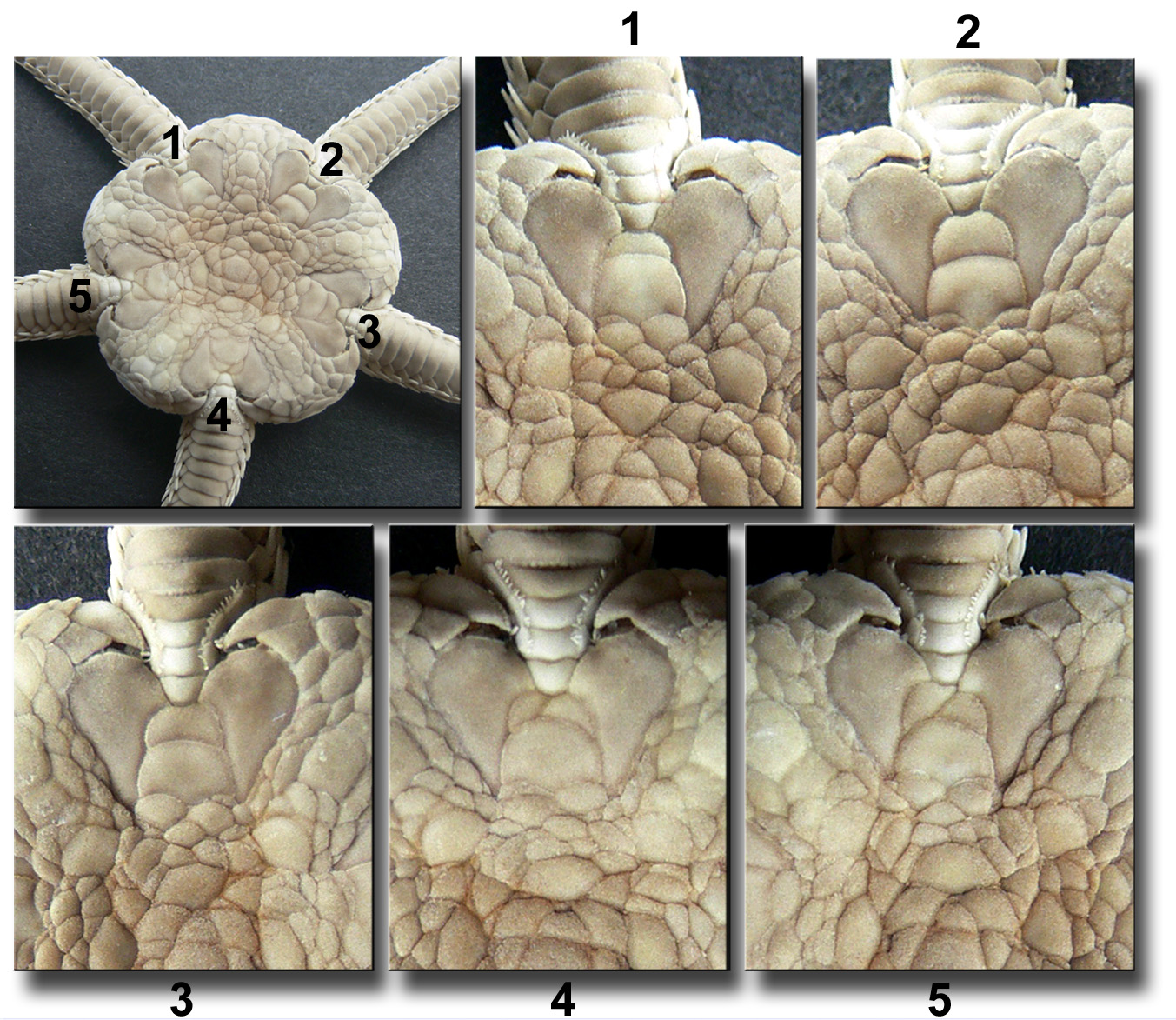
Remarque La symétrie pentaradiale n'est pas toujours parfaite comme le montre l'observation des écailles dont le nombre même peut varier selon l'axe considéré.

Cette famille est la famille-type des ophiures, et on y a donc historiquement rangé un grand nombre de genres, désormais répartis dans d'autres familles : les classifications génétiques modernes ont donc considérablement rétréci cette famille par rapport à son volume de la fin du XXe siècle. 
| Selon World Register of Marine Species (2 mars 2019) : - genre Huangzhishania Chen, Shi & Kaiho, 2004 † - sous-famille Ophiurinae Lyman, 1865 - genre Aspiduriella Bolette, 1998 † - genre Felderophiura Jagt, 1991 † - genre Hofmannistella Detre, 1971 † - genre Ophiocrossota H.L. Clark, 1928 -- 1 espèce actuelle - genre Ophiocten Lütken, 1855 -- 21 espèces actuelles - genre Ophioctenella Tyler, Paterson, Sibuet, Guille, Murton & Segonzac, 1995 -- 1 espèce ... - genre Ophionotus Bell, 1902 -- 3 espèces - genre Ophiura Lamarck, 1801 -- 80 espèces actuelles - genre Praeaplocoma Broglio Loriga & Berti Cavicchi, 1972 † - genre Syntomospina Morris, Rollins & Shaak, 1973 † | Classification traditionnelle selon ITIS (18 janvier 2014) : - genre Amphiophiura Matsumoto, 1915 - genre Amphitarsus - genre Anthophiura Sladen, 1855 - genre Astrophiura - genre Homalophiura - genre Ophiocten - genre Ophiolepis Müller et Troschel, 1840 - genre Ophiomusium Lyman, 1869 - genre Ophionotus - genre Ophiopenia Lütken, 1855 - genre Ophiophycis - genre Ophioplax - genre Ophiopleura - genre Ophioplocus Lyman, 1861 - genre Ophiozona Lyman, 1865 - genre Ophiozonella - genre Ophiura Lamarck, 1801 - genre Stegophiura Matsumoto, 1917 |

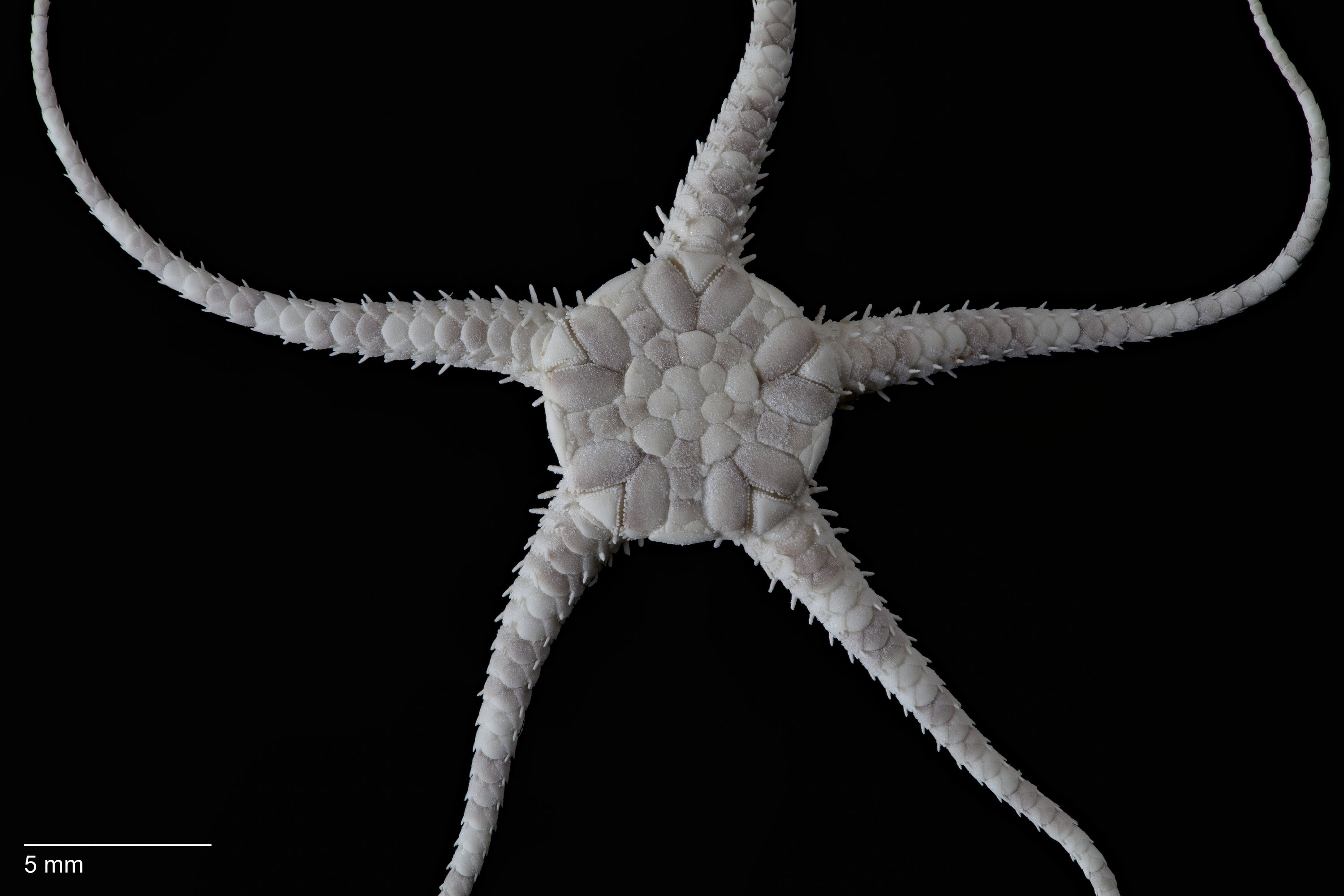
Ophiocrossota multispina
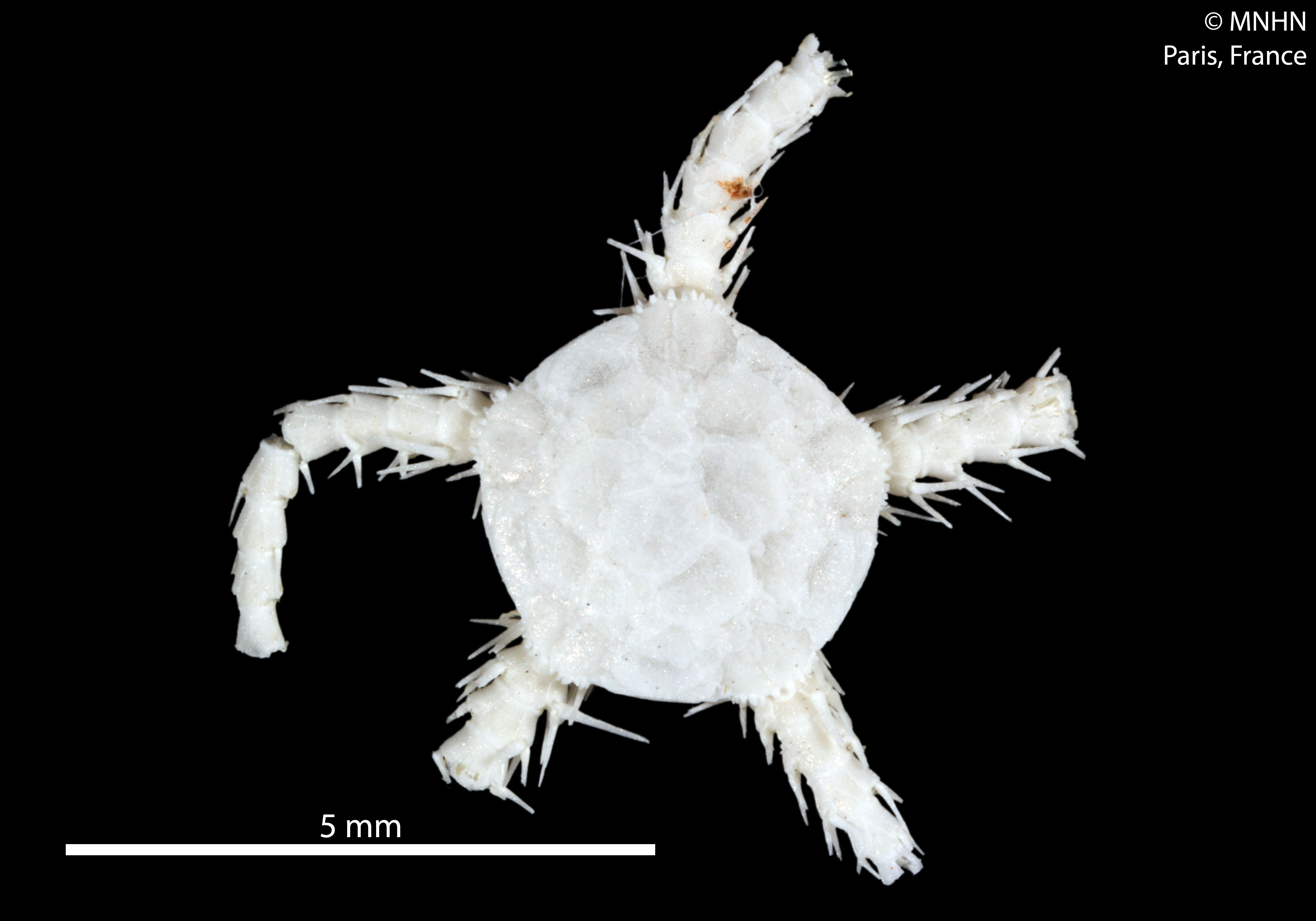
Ophiocten centobi (MNHN)
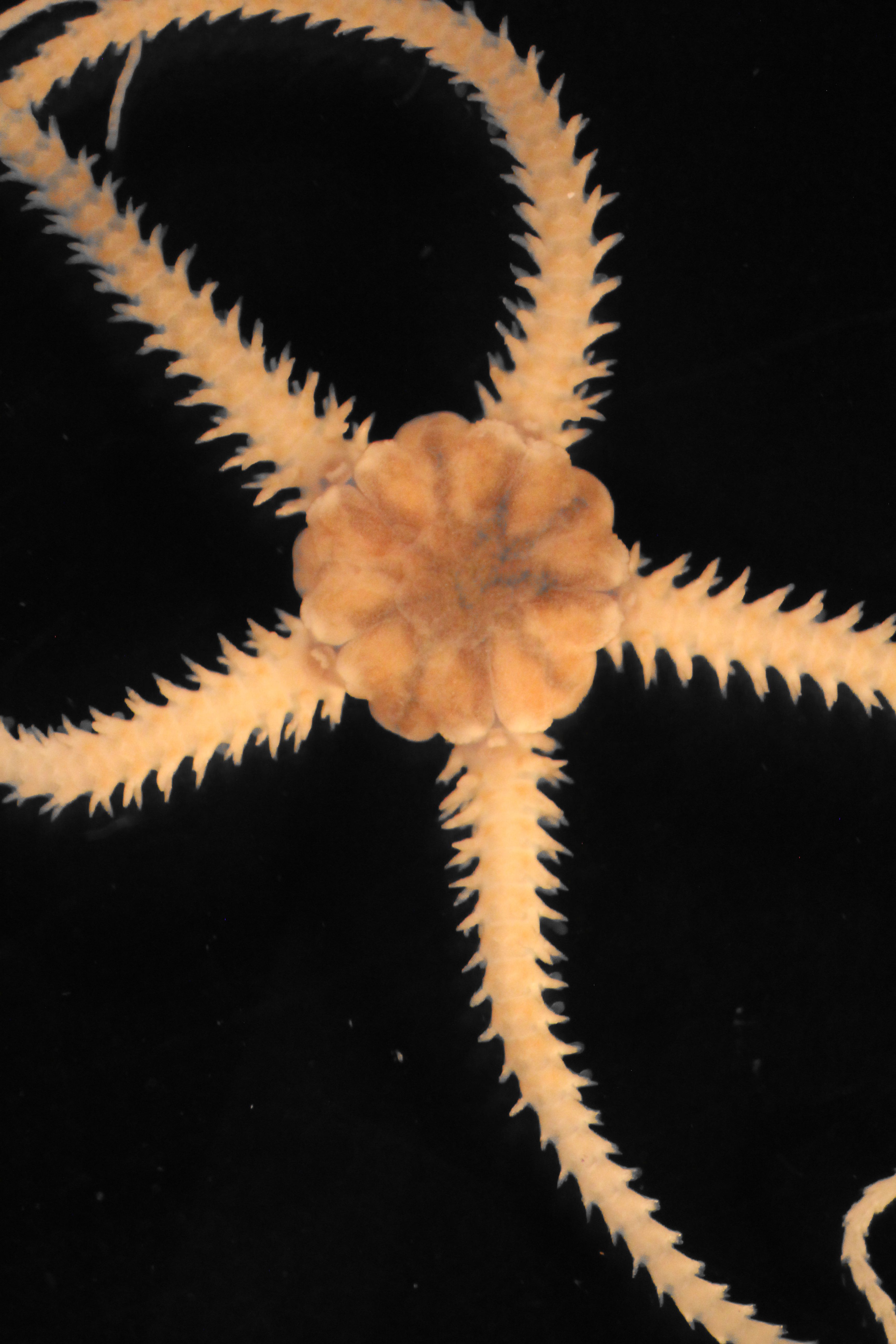
Ophioctenella acies
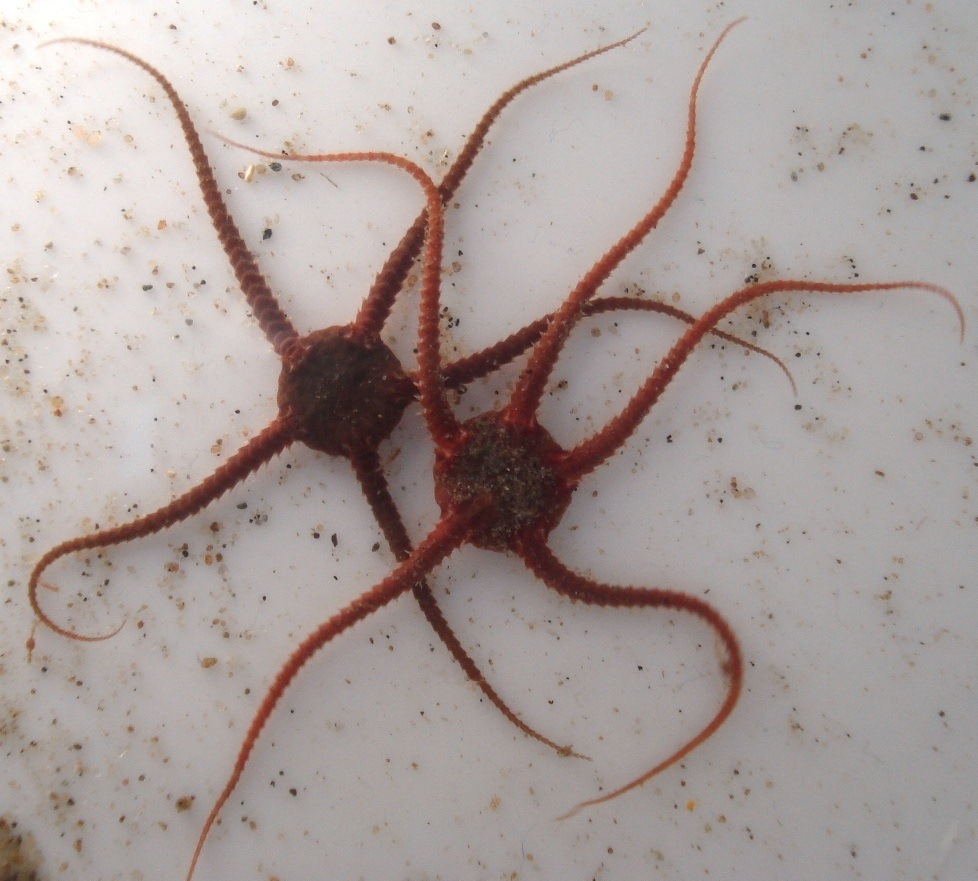
Ophiura albida
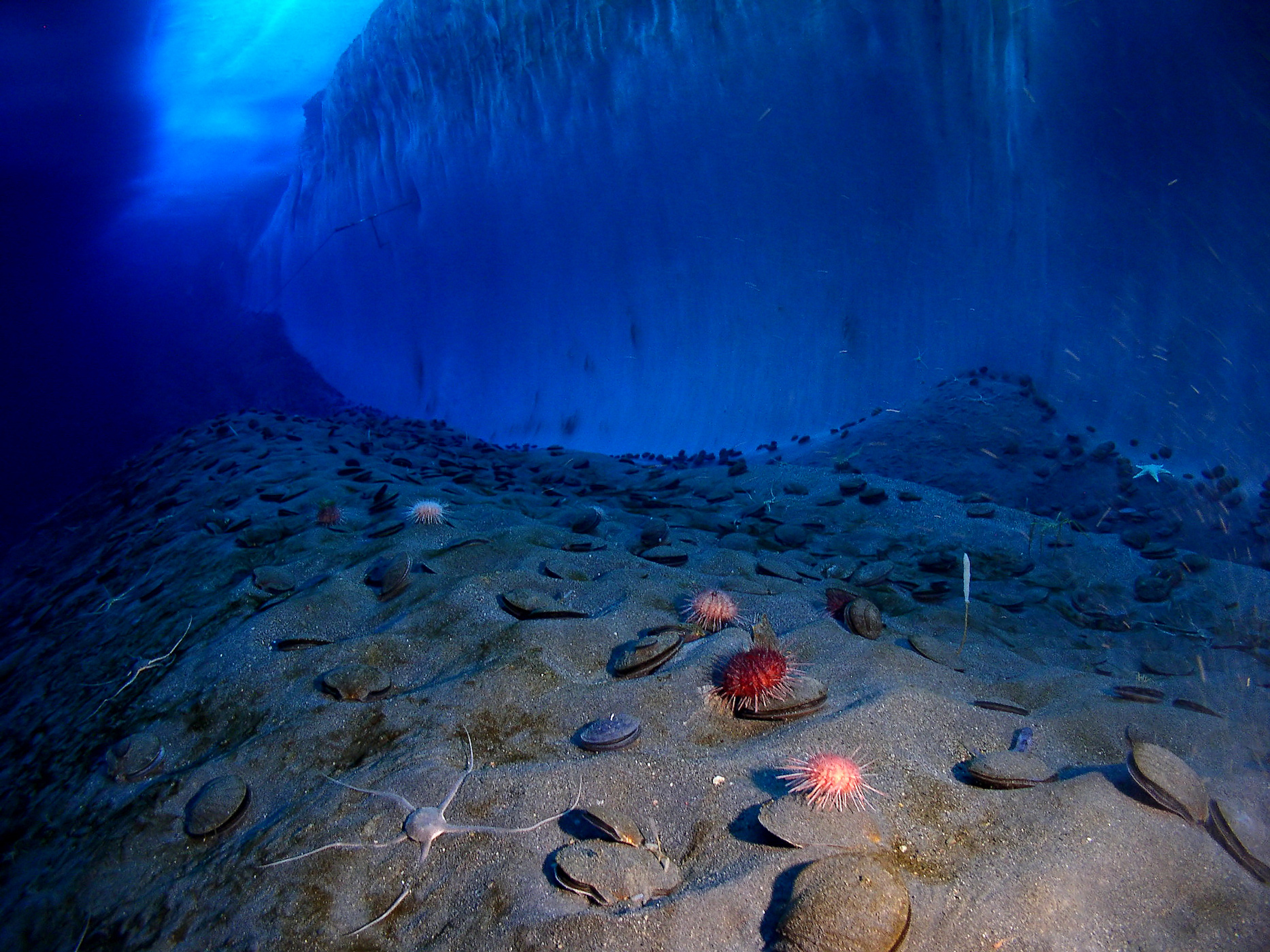
Ophionotus victoriae en Antarctique.